# パティ・シュナイダー
パティ・シュナイダー（Patty Schnyder、1978年12月14日 - ）は、スイス・バーゼル出身の女子プロテニス選手。WTAツアーでシングルス11勝、ダブルス5勝を挙げた。自己最高ランキングはシングルス7位、ダブルス15位。左利き、バックハンド・ストロークは両手打ち。「シュニーダー」と表記されることも多い。

## 来歴
1994年8月にプロ入り。1996年から女子国別対抗戦・フェドカップのスイス代表選手となる。1998年にシュナイダーは好調なシーズンを送り、全仏オープンで初の準々決勝進出を果たす。ウィンブルドンの終了直後、シュナイダーは7月の試合で2週連続優勝を遂げ、一気に年間5勝を記録する。その後全米オープンの4回戦で、シュナイダーは初顔合わせだった第8シードのシュテフィ・グラフを 6-3, 6-4 で破った。次の準々決勝でヤナ・ノボトナに 2-6, 3-6 で敗れたが、シュナイダーは全仏と全米のベスト8進出で世界ランキングを一気に上げた。この年のフェドカップで、シュナイダーとマルチナ・ヒンギスのコンビは決勝まで勝ち進み、9月19日・20日の決勝戦は地元のジュネーヴでスペイン・チームと戦うことになった。しかしシュナイダーがスペインのアランチャ・サンチェス・ビカリオとコンチタ・マルティネスの両選手に敗れてしまい、最後のダブルス戦でヒンギスとコンビを組んだ試合も落として、スイス・チームは準優勝に終わった。

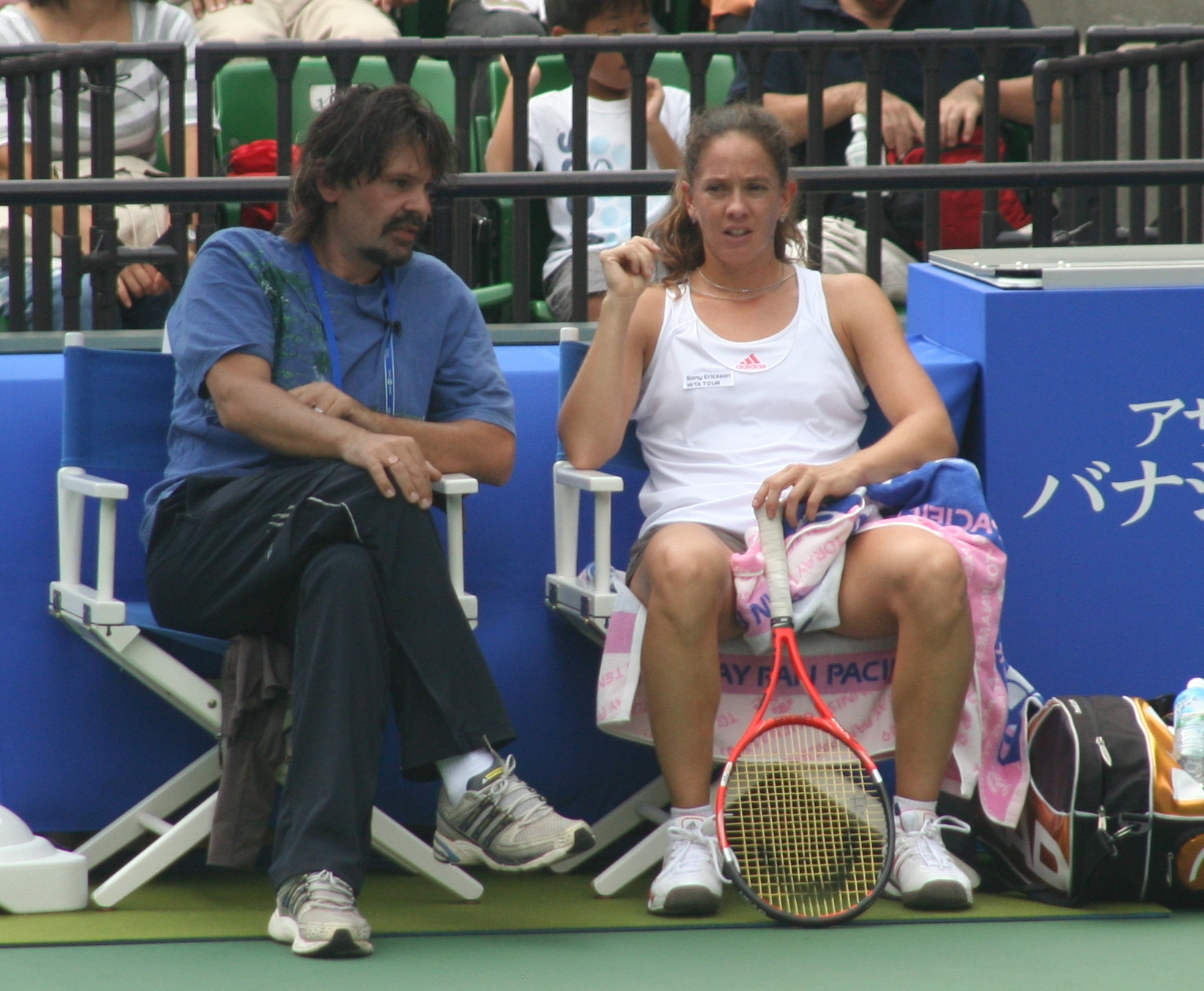
パティ・シュナイダーと夫のライナー・ホフマン

その後シュナイダーは1999年・2001年・2002年に女子ツアーで1勝ずつを挙げたが、1998年のような好成績を出せなくなり、不本意な低迷期が長期間続いた。2003年12月5日、コーチのライナー・ホフマン（Rainer Hoffmann）と結婚。2004年1月の全豪オープンで、ついに4大大会の準決勝に駒を進める。そこではキム・クライシュテルスに 2-6, 6-7 で敗れた。2005年には年間2勝を挙げ、7月第3週にアメリカ・シンシナティの大会の決勝戦で日本の森上亜希子を 6-4, 6-0 で破った優勝もある。
2008年、シュナイダーは全仏オープンと全米オープンの両大会で10年ぶり2度目のベスト8進出を決めた。10年ぶりの舞台では、全仏はエレナ・ヤンコビッチ（セルビア）に 2-6, 3-6 で敗れ、全米はエレーナ・デメンチェワ（ロシア）に 2-6, 3-6 で敗れて、ともにストレート負けに終わっている。
パティ・シュナイダーはダブルスでも、2004年全米オープンと2005年全仏オープンで2度女子ダブルスのベスト4に入ったことがある。パートナーの選手は、2004年全米はバルバラ・シェット（オーストリア）で、2005年全仏ではコリーナ・モラリュー（アメリカ）と組んだ。ドイツのアンナ＝レナ・グローネフェルトと組んで好成績が多く、2009年全豪オープンと全仏オープンで2大会連続の女子ダブルスベスト8に入っている。
2011年全仏オープンを最後に32歳で現役を引退したが、2015年に復帰した。2018年の全米オープンで予選を突破し7年ぶりに本戦出場を果たす。1回戦でマリア・シャラポワに敗れた。
シュナイダーは2018年11月22日に、自身のSNSで2度目の現役引退を表明した。

## WTAツアー決勝進出結果

### シングルス: 27回 (11勝16敗)
| 大会グレード               | 大会グレード                 |
| 2008年以前                 | 2009年以後                   |
| -------------------------- | ---------------------------- |
| グランドスラム (0–0)       |                              |
| WTAファイナルズ (0–0)      |                              |
| グランドスラムカップ (0–1) |                              |
| ティア I (1–5)             | プレミア・マンダトリー (0-0) |
| ティア I (1–5)             | プレミア5 (0-0)              |
| ティア II (1–4)            | プレミア (0–0)               |
| ティア III (5–2)           | インターナショナル (0–3)     |
| ティア IV ＆ V (4–1)       | インターナショナル (0–3)     |

| 結果   | No. | 決勝日         | 大会                   | サーフェス        | 対戦相手                   | スコア              |
| ------ | --- | -------------- | ---------------------- | ----------------- | -------------------------- | ------------------- |
| 準優勝 | 1.  | 1996年9月15日  | カルロヴィ・ヴァリ     | クレー            | ルクサンドラ・ドラゴミル   | 2–6, 6–3, 4–6       |
| 優勝   | 1.  | 1998年1月18日  | ホバート               | ハード            | ドミニク・ファン・ルースト | 6–3, 6–2            |
| 優勝   | 2.  | 1998年2月22日  | ハノーファー           | カーペット (室内) | ヤナ・ノボトナ             | 6–0, 3–6, 7–5       |
| 優勝   | 3.  | 1998年5月24日  | マドリード             | クレー            | ドミニク・ファン・ルースト | 3–6, 6–4, 6–0       |
| 優勝   | 4.  | 1998年7月12日  | マリア・ランコヴィッツ | クレー            | ガラ・レオン・ガルシア     | 6–2, 4–6, 6–3       |
| 優勝   | 5.  | 1998年7月19日  | パレルモ               | クレー            | バルバラ・シェット         | 6–1, 5–7, 6–2       |
| 準優勝 | 2.  | 1998年9月28日  | ミュンヘン             | ハード (室内)     | ビーナス・ウィリアムズ     | 2–6, 6–3, 2–6       |
| 優勝   | 6.  | 1999年1月10日  | ゴールドコースト       | ハード            | マリー・ピエルス           | 4–6, 7–6(5), 6–2    |
| 準優勝 | 3.  | 2000年7月16日  | クラーゲンフルト       | クレー            | バルバラ・シェット         | 7–5, 4–6, 4–6       |
| 準優勝 | 4.  | 2001年7月12日  | ウィーン               | クレー            | イロダ・ツルヤガノワ       | 3–6, 2–6            |
| 優勝   | 7.  | 2001年11月11日 | パタヤ                 | ハード            | ヘンリエッタ・ナギョワ     | 6–0, 6–4            |
| 準優勝 | 5.  | 2002年4月21日  | ヒルトン・ヘッド       | クレー            | イバ・マヨリ               | 6–7(5), 4–6         |
| 優勝   | 8.  | 2002年10月20日 | チューリッヒ           | カーペット (室内) | リンゼイ・ダベンポート     | 6–7(5), 7–6(8), 6–3 |
| 優勝   | 9.  | 2005年1月8日   | ゴールドコースト       | ハード            | サマンサ・ストーサー       | 1–6, 6–3, 7–5       |
| 準優勝 | 6.  | 2005年5月15日  | ローマ                 | クレー            | アメリ・モレスモ           | 6–2, 3–6, 4–6       |
| 優勝   | 10. | 2005年7月24日  | シンシナティ           | ハード            | 森上亜希子                 | 6–4, 6–0            |
| 準優勝 | 7.  | 2005年10月23日 | チューリッヒ           | カーペット (室内) | リンゼイ・ダベンポート     | 6–7(5), 3–6         |
| 準優勝 | 8.  | 2005年10月30日 | リンツ                 | ハード (室内)     | ナディア・ペトロワ         | 6–4, 3–6, 1–6       |
| 準優勝 | 9.  | 2006年4月16日  | チャールストン         | クレー            | ナディア・ペトロワ         | 3–6, 6–4, 1–6       |
| 準優勝 | 10. | 2006年7月30日  | スタンフォード         | ハード            | キム・クライシュテルス     | 4–6, 2–6            |
| 準優勝 | 11. | 2007年8月5日   | サンディエゴ           | ハード            | マリア・シャラポワ         | 2–6, 6–3, 0–6       |
| 準優勝 | 12. | 2007年10月28日 | リンツ                 | ハード (室内)     | ダニエラ・ハンチュコバ     | 4–6, 2–6            |
| 準優勝 | 13. | 2008年3月9日   | バンガロール           | ハード            | セリーナ・ウィリアムズ     | 5–7, 3–6            |
| 優勝   | 11. | 2008年9月8日   | バリ                   | ハード            | タミラ・パシェク           | 6–3, 6–0            |
| 準優勝 | 14. | 2009年7月12日  | ブダペスト             | クレー            | アグネシュ・サバイ         | 6–2, 4–6, 2–6       |
| 準優勝 | 15. | 2010年7月11日  | ブダペスト             | クレー            | アグネシュ・サバイ         | 2–6, 4–6            |
| 準優勝 | 16. | 2010年10月17日 | リンツ                 | ハード (室内)     | アナ・イバノビッチ         | 1–6, 2–6            |

### ダブルス: 16回 (5勝11敗)
| 結果   | No. | 決勝日         | 大会               | サーフェス        | パートナー                     | 対戦相手                                                | スコア              |
| ------ | --- | -------------- | ------------------ | ----------------- | ------------------------------ | ------------------------------------------------------- | ------------------- |
| 準優勝 | 1.  | 1998年4月12日  | アメリアアイランド | クレー            | バルバラ・シェット             | マリー・ピエルス サンドラ・カシック                     | 6–7, 6–4, 6–7       |
| 優勝   | 1.  | 1998年5月3日   | ハンブルク         | クレー            | バルバラ・シェット             | マルチナ・ヒンギス ヤナ・ノボトナ                       | 7–6, 3–6, 6–3       |
| 準優勝 | 2.  | 1998年7月19日  | パレルモ           | クレー            | バルバラ・シェット             | パブリナ・ノーラ エレナ・ワグナー                       | 4–6, 2–6            |
| 準優勝 | 3.  | 1999年4月4日   | ヒルトン・ヘッド   | クレー            | バルバラ・シェット             | エレーナ・リホフツェワ ヤナ・ノボトナ                   | 1–6, 4–6            |
| 準優勝 | 4.  | 2000年7月16日  | クラーゲンフルト   | クレー            | バルバラ・シェット             | ラウラ・モンタルボ パオラ・スアレス                     | 6–7, 1–6            |
| 準優勝 | 5.  | 2001年10月28日 | ルクセンブルク     | ハード (室内)     | ビアンカ・ラメード             | ダニエラ・ハンチュコバ エレーナ・ボビナ                 | 3–6, 3–6            |
| 優勝   | 2.  | 2002年2月17日  | アントワープ       | カーペット (室内) | マグダレナ・マレーバ           | ナタリー・ドシー メイレン・ツー                         | 6–3, 6–7, 6–3       |
| 優勝   | 3.  | 2003年2月9日   | パリ               | カーペット (室内) | バルバラ・シェット             | マリオン・バルトリ ステファニー・コーエン＝アロロ       | 2–6, 6–2, 7–6(5)    |
| 準優勝 | 6.  | 2003年5月4日   | ボル               | クレー            | エマニュエレ・ガグリアルディ   | ペトラ・マンデュラ パトリシア・ワーツシュ               | 3–6, 2–6            |
| 優勝   | 4.  | 2004年2月15日  | パリ               | カーペット (室内) | バルバラ・シェット             | フランチェスカ・スキアボーネ シルビア・ファリナ・エリア | 6–3, 6–2            |
| 準優勝 | 7.  | 2004年10月31日 | リンツ             | ハード (室内)     | ナタリー・ドシー               | ヤネッテ・フサロバ エレーナ・リホフツェワ               | 2–6, 5–7            |
| 準優勝 | 8.  | 2005年4月10日  | アメリアアイランド | クレー            | クベタ・ペシュケ               | サマンサ・ストーサー ブリアン・スチュアート             | 4–6, 2–6            |
| 優勝   | 5.  | 2008年10月5日  | シュトゥットガルト | ハード (室内)     | アンナ＝レナ・グローネフェルト | クベタ・ペシュケ レネ・スタブス                         | 6–2, 6–4            |
| 準優勝 | 9.  | 2008年10月19日 | チューリッヒ       | ハード (室内)     | アンナ＝レナ・グローネフェルト | カーラ・ブラック リーゼル・フーバー                     | 1–6, 6–7(3)         |
| 準優勝 | 10. | 2009年4月19日  | チャールストン     | クレー            | リガ・デクメイエレ             | ベサニー・マテック ナディア・ペトロワ                   | 7–6(5), 2–6, [9–11] |
| 準優勝 | 11. | 2009年7月27日  | イスタンブール     | ハード            | ユリア・ゲルゲス               | ルーシー・ハラデツカ レナタ・ボラコバ                   | 6–2, 3–6, [10–12]   |

## 4大大会シングルス成績
略語の説明
| W | F | SF | QF | #R | RR | Q# | LQ | A | Z# | PO | G | S | B | NMS | P | NH |

W=優勝, F=準優勝, SF=ベスト4, QF=ベスト8, #R=#回戦敗退, RR=ラウンドロビン敗退, Q#=予選#回戦敗退, LQ=予選敗退, A=大会不参加, Z#=デビスカップ/BJKカップ地域ゾーン, PO=デビスカップ/BJKカッププレーオフ, G=オリンピック金メダル, S=オリンピック銀メダル, B=オリンピック銅メダル, NMS=マスターズシリーズから降格, P=開催延期, NH=開催なし.
| 大会           | 1996 | 1997 | 1998 | 1999 | 2000 | 2001 | 2002 | 2003 | 2004 | 2005 | 2006 | 2007 | 2008 | 2009 | 2010 | 2011 | 2017 | 2018 | 通算成績 |
| -------------- | ---- | ---- | ---- | ---- | ---- | ---- | ---- | ---- | ---- | ---- | ---- | ---- | ---- | ---- | ---- | ---- | ---- | ---- | -------- |
| 全豪オープン   | LQ   | 4R   | 4R   | 2R   | 4R   | 1R   | 1R   | 4R   | SF   | QF   | QF   | 4R   | 2R   | 2R   | A    | 1R   | A    | LQ   | 31–15    |
| 全仏オープン   | 1R   | 3R   | QF   | 3R   | 1R   | 2R   | 4R   | 4R   | 2R   | 4R   | 4R   | 4R   | QF   | 1R   | 1R   | 1R   | A    | A    | 29–16    |
| ウィンブルドン | 1R   | 1R   | 2R   | 1R   | 2R   | 3R   | 2R   | 1R   | 2R   | 1R   | 2R   | 4R   | 1R   | 1R   | 1R   | A    | A    | LQ   | 10–15    |
| 全米オープン   | A    | 3R   | QF   | 3R   | 2R   | 2R   | 3R   | 2R   | 4R   | 4R   | 4R   | 3R   | QF   | 2R   | 3R   | A    | LQ   | 1R   | 31–15    |